# Premio Letras de Bretaña
El Premio Letras de Bretaña otorgado por el Real Coro de Toxos e Froles y promovido en colaboración con los ayuntamientos de Ferrol y Mondoñedo, es un premio otorgado en Galicia "para homenajear a aquellas personalidades del mundo de la cultura preocupadas por destacar la importancia de la Galicia del Norte, como el escritor Álvaro Cunqueiro o el ferrolano Gonzalo Torrente Ballester".
En palabras del presidente del Real Coro, Pedro Sanz: "O premio créase, no marco do irmanamento entre Mondoñedo e Ferrol, para galardonar o traballo dos autores que, a través da súa obra, fan da Galicia do Norte, seguindo o camiño iniciado por Cunqueiro, un eixo no que conflúen todas as literaturas atlánticas, como as da Bretaña francesa, Cornualles, Irlanda, Escocia ou a Illa de Man».

## Ganadores
- Ramón Loureiro
- César Antonio Molina
- Ramón Pernas